# Mozzarella

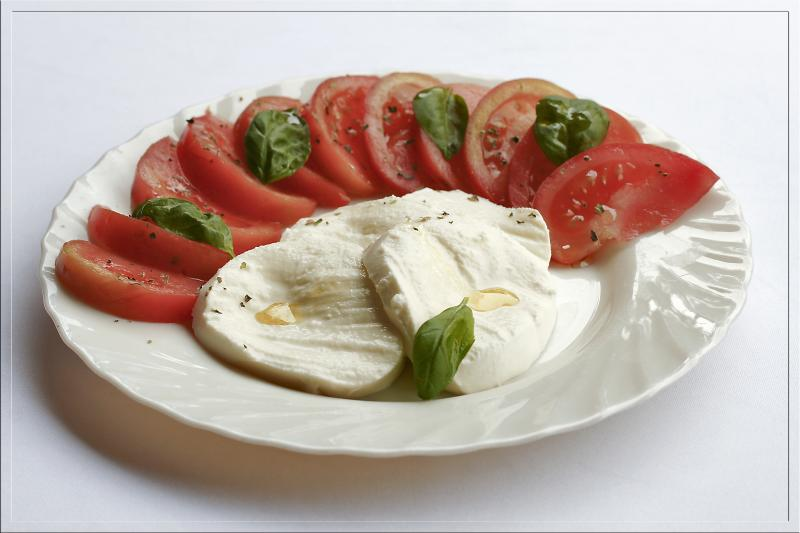
Olasz nemzeti színekre épülő híres caprese saláta, zöld bazsalikom, fehér mozzarella, piros paradicsom

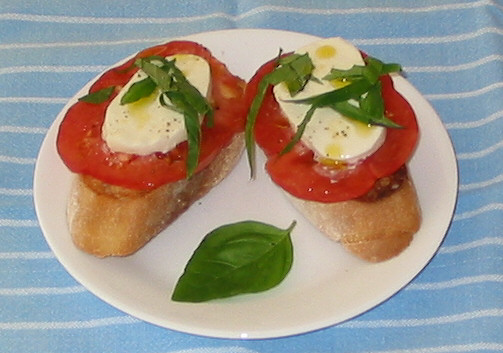
Mozzarella sajt szendvicsen

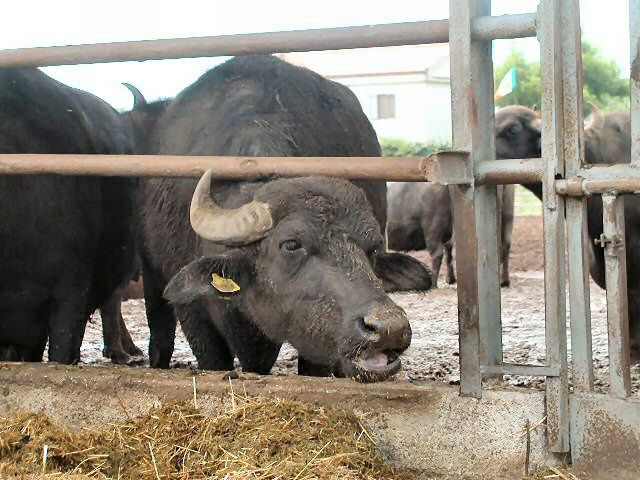
Vízibivalyfarm Paestum ókori görög kolónia romvárosának közelében, Campania, Olaszország

A mozzarella porcelánfehér színű, szálas szerkezetű gyúrt sajt. A dél-olaszországi Campania és Lazio tartományból származik, ahol a 16. század óta változatlan recept alapján készítik, a háziasított vízibivaly zsíros tejéből. Gyártása során nem érlelik, semmilyen tartósítószert nem adnak hozzá, és nem is ízesítik. A készítés során a sajt zsírdús alapanyagát addig nyújtják és gyúrják, amíg végül formázhatóvá nem válik. A méret kialakítását a hagyományos, kerámiából vagy porcelánból készült sajtkészítőedényben végzik. Hagyományosan friss állapotban árulják, a nagykereskedelmi forgalomban pedig többnyire sós lében tárolva értékesítik.
A Mozzarella di Bufala Campana sajt előállításához kizárólag teljesértékű, friss bivalytej használható fel. A bivalytejben nincs karotin, ezért a színe tiszta fehér. Campania térségében még napjainkban is az eredeti recept szerint készítik a sajtot, amelynek DOP megjelölése (Denominazione di origine protetta) garantálja a termék autentikus származását. Gyakran nevezik a „mediterrán konyha királynőjének”, „fehér aranynak” vagy az „asztalok gyöngyének”.

## Története
Az első hivatalosan mozzarellának tekinthető sajtot valószínűleg i. sz. 1200 környékén készítették a bencés szerzetesek. Sajttésztája a gyártás során ruganyos, formázható, jellegzetesen szálas és réteges szerkezetűvé válik. Zsírtartalma a szárazanyagból számolva 40-45% körüli. Származási helyén vízibivaly tejéből készül a „Mozzarella di Buafala”, egyéb vidékeken illetve a nagykereskedelemben többnyire tehenek pasztőrözött tejéből készítik, de ennek a sajtnak „Fior di Latte” („fiordilatte”) a neve és „mozzarella jellegű sajt”-ként jelölik. Szokásos formája szabálytalan gömb alakú, nagyjából tojás- és zsemlenagyság között, körülbelül 50-200 grammos súlyban. Nevét – „tépett”, „tépett darabka” – az elkészítésének módjáról kapta, ugyanis a nagyobb sajttömbökből kézzel tépkedik ki a kisebb darabokat, amelyeket az említett gömböcökre formáznak. A gömbölyű formán kívül megengedett más, a gyártási terület szerinti tipikus forma is; ezek a „falat” („bocconcini”), a fonat („treccie”), a gyöngy („perline”), a cseresznye („ciliegine”), a csomó („nodini”) és a tojás („ovoline”) formák. Íze semleges. Többnyire nem érlelik, s mert eredeti állapotában mindössze 12-24 órát áll el, hagyományosan frissen hozzák forgalomba. Az első 24 óra elteltével a mozzarellát kiveszik a készítés során fennmaradt natúr folyadékból, s száraz, hűtött helyen tárolják tovább (nedves közegben nagyon könnyen megpenészedik).
A kereskedelemben kapható, hasonló elnevezésű sajtok nem egyenértékűek az eredeti mozzarellával, többnyire tehéntejből készülnek, és folyadékban csomagolva hozzák őket forgalomba. A hosszan folyadékban vagy viaszbevonatban tárolt sajtok, melyek tehéntejből készülnek, leginkább „mozzarella jellegű sajtként” határozhatóak meg. Maga a mozzarella nemzetközi védjegyoltalom alatt áll. Magyarországon „mozzarella” néven nem a valódi mozzarellát, hanem a tehéntejből készült sajtot gyártják és árusítják. Bár vannak kísérletek a hazai bivalytej hasznosítására olasz recept alapján.
A mozzarellát a 16. században honosították meg Róma és Nápoly vidékén, s többnyire főételként fogyasztották. A mai konyhaművészetben leginkább saláták, pizzák és szendvicsek összetevőjeként alkalmazzák.
A mozzarellát füstölt változatban is forgalomba hozzák a termelők, de mivel a mozzarella nem érlelt sajt és csak frissen fogyasztható, ezért füstölése kizárólag csak természetes és hagyományos eljárással megengedett.
2008-ban több ázsiai országban betiltották a bivalytejből készült campaniai lágysajtot, miután néhány Nápoly környéki gazdaságban olyan tejet találtak, ami dioxinnal volt szennyezett.

## Összetétel
100 gramm mozzarella sajt megközelítőleg az alábbi tápanyagokat tartalmazza:
| Összetevő  | Mennyiség |
| ---------- | --------- |
| Zsír       | 22,35 g   |
| Fehérje    | 22,17 g   |
| Szénhidrát | 2,19 g    |
| Cukor      | 1,03 g    |
| Nátrium    | 627 mg    |
| Kalcium    | 505 mg    |
| Foszfor    | 354 mg    |
| Kálium     | 76 mg     |
| Energia    | 300 kcal  |

## Mozzarella változatok
- Bocconcini: tehéntejből készülő apró mozzarella golyók.
- Bufala provala: érett bivaly mozzarellából készülő füstölt mozzarella.
- Mozzarella di Bufala: bivalytejből készülő mozzarella.
- Mozzarella fior di latte: tehéntejből készülő mozzarella.
- Mozzarella di Bufala Campana D.O.P.: az eredetvédett, bivalytejből készülő mozzarella, amely csak Olaszország bizonyos régióiban állítható elő.
- Mozzarella affumicata: kemény, különböző fákkal hordókban füstölt mozzarella, amely nagyobb golyókban szerezhető be.
- Scamorza: körte alakú, gyakran szárított, esetleg füstölt sajt. Félkemény sajt, amely szeletelhető, vékony, sima héja van.
- Burrata: Mozzarella batyuba töltött, lágy, tejszínes, krémes friss sajt. A mozzarella sajttészta egyik részét szálasra darabolják, és összekeverik tejszínnel – ez lesz a „töltelék”, másik feléből pedig egy batyut formáznak és megtöltik a tejszínes mozzarella krémmel.

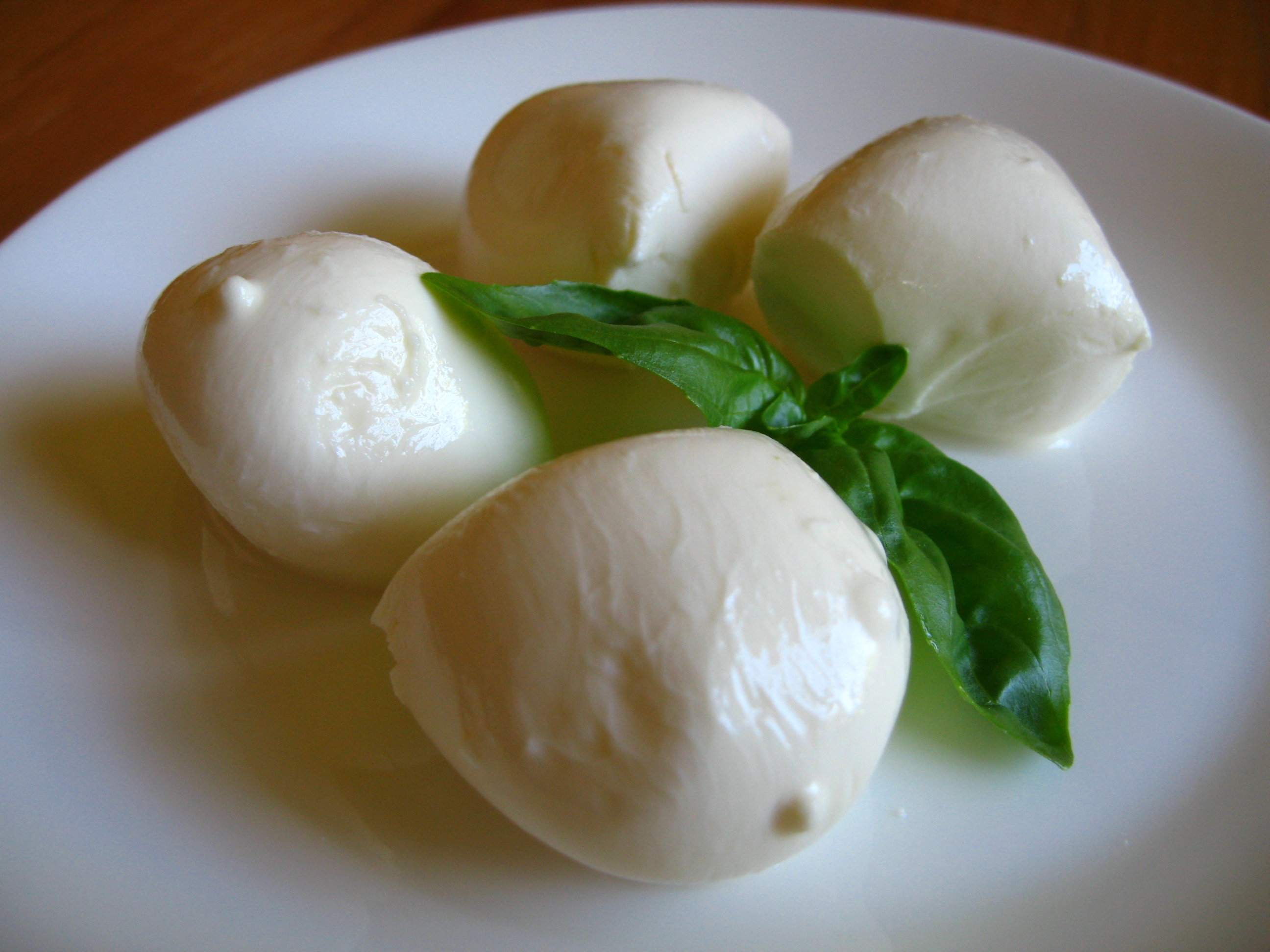
Bocconcini
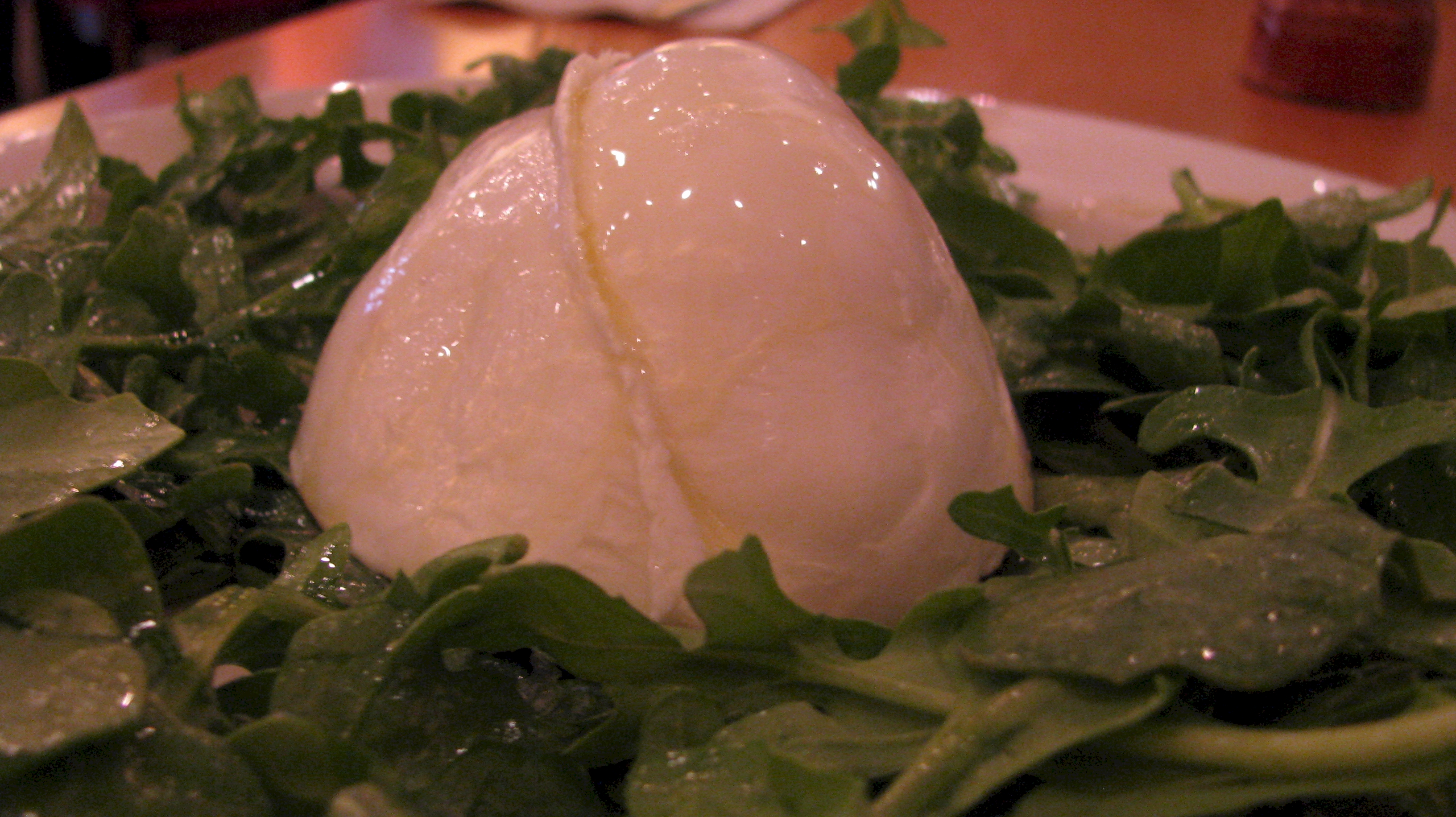
Mozzarella di Bufala
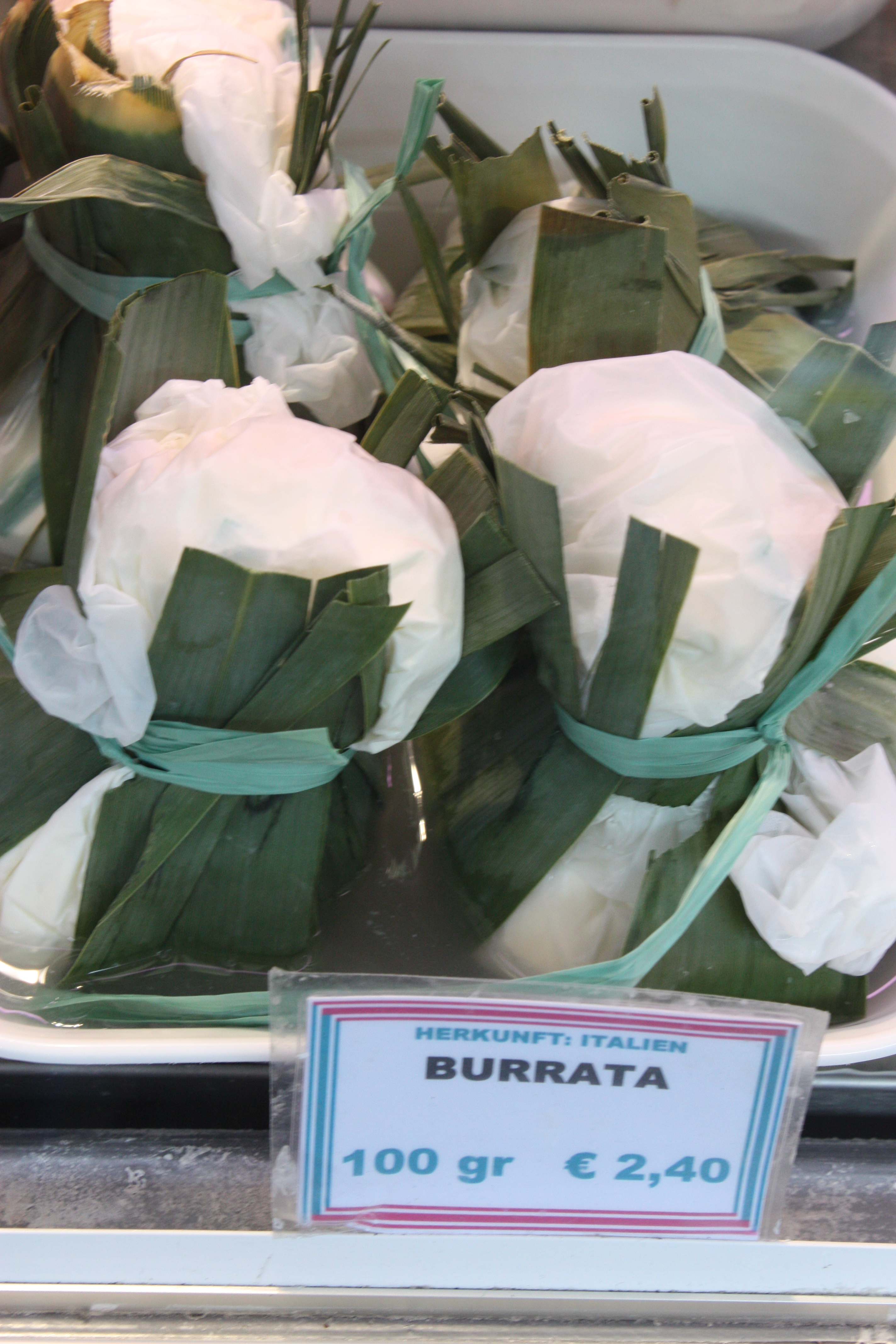
Burrata
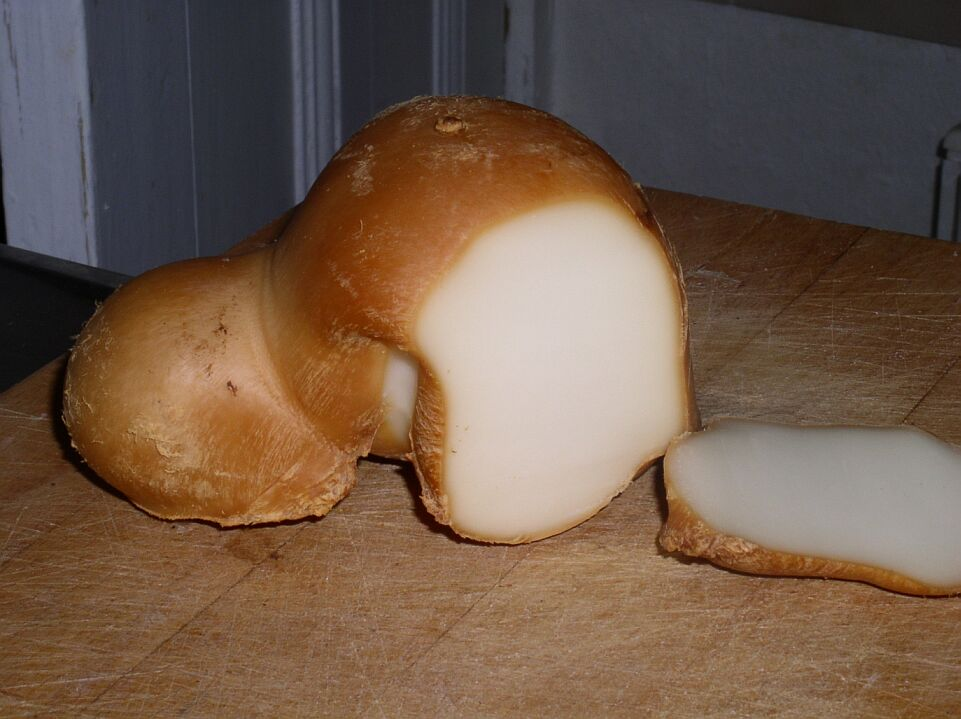
Scamorza